# Laphyctis kochi
Laphyctis kochi là một loài ruồi trong họ Asilidae. Laphyctis kochi được Lindner miêu tả năm 1973. Loài này phân bố ở vùng nhiệt đới châu Phi.